# Fábián
A Fábián latin eredetű férfinév, a Fabianus névből származik, jelentése: A Fabius nemzetséghez tartozó. A Fabius nemzetségnév valószínűleg a faba (bab) szóval függ össze, a jelentése így babos vagy babtermesztő.  Női párja: Fabiána.

## Rokon nevek
- Fabó:[1] a Fábián régi magyar becenevéből önállósult.[2]
- Fábiusz:[1] a Fabius nemzetségnévből származó név.[2] Női párja: Fabióla.
- Fábió:[1] a Fábius név olasz formájából származik.[2]

## Gyakorisága
Az 1990-es években a Fábián, Fábiusz, Fabó és Fábió szórványos nevek voltak, a 2000-es években nem szerepelnek a 100 leggyakoribb magyar férfinév között.

## Névnap
Fábián, Fabó:
- január 20.[2]

Fábiusz, Fábió:
- május 11.,[2] május 17.,[2] július 31.[2]

## Híres Fábiánok, Fábiuszok, Fábiók, Fabók
- Fábián pápa
- Fábián Ruiz spanyol labdarúgó
- Fábio Aurélio brazil labdarúgó
- Fabio Borini olasz labdarúgó
- Fabio Cannavaro olasz labdarúgó
- Fabio Capello olasz labdarúgó
- Fábio Coentrão portugál labdarúgó
- Fábio da Silva brazil labdarúgó
- Fabio Grosso olasz labdarúgó
- Fabio Liverani olasz labdarúgó
- Fabio Quagliarella olasz labdarúgó
- Luís Fabiano brazil labdarúgó
- Fabius Rusticus római történetíró
- Marcus Fabius Quintilianus római rétor, tanár
- Paullus Fabius Maximus, Ovidius rokona, Augustus római császár barátja
- Servius Fabius Pictor római történetíró
- Quintus Fabius Maximus Verrucosus „Cunctator”, Hannibál ellenfele